# Simfonia Faust
Simfonia Faust (), S. 108, a fost compusă de compozitorul maghiar Franz Liszt, inspirat fiind de drama lui Johann Wolfgang von Goethe, Faust. Simfonia a avut premiera în Weimar, la 5 septembrie 1857.

## Structura
Primul indiciu cu privire la structura lucrării se regăsește în titlu: "Simfonia Faust în trei schițe de caracter, după Goethe: (1) Faust, (2) Gretchen, (3) Mefisto." Liszt nu încearcă să povestească drama de Goethe. Mai degrabă, el creează portrete muzicale ale celor trei protagoniști. Astfel, deși această Simfonie are mai multe părți și include corul la final, Liszt adoptă aceeași poziție estetică ca în poemele simfonice. Lucrarea durează aproximativ 75 de minute.

### Prima parte: „Faust”
Această parte de dimensiuni largi (cu o durată de aproximativ 30 de minute) este o formă de sonată liberă, cu o secțiune centrală scurtă de dezvoltare și o recapitulare prelungită. S-ar putea spune că această parte reprezintă baza sintezei întregii Simfonii, deoarece multe teme și motive apar pe parcursul lucrării în diferite ipostaze, un proces de transformare tematică pe care Liszt îl aplică la cel mai înalt nivel. 
Tonalitatea de bază a Simfoniei (do minor) este destul de neclară datorită temei de deschidere, alcătuită din trisonuri mărite care conțin toate cele 12 note de scară cromatică. Această temă evocă un Faust sumbru, visător, în veșnică căutare a adevărului și a cunoașterii. Urmează așa-numita temă „Nostalgia", introdusă de oboi. La sfârșitul unei lent crescendo, apare o temă în Allegro agitato ed appassionato, reprezentând pofta nemăsurată a personajului pentru plăcerile vieții – această temă, din nou, prezintă o varietate largă de elemente cromatice. Din toate aceste elemente, Liszt formează o structură muzicală puternică și grandioasă, ceea ce îi face pe unii critici muzicali să recunoască această lucrare drept un autoportret al compozitorului.

### A doua parte: „Gretchen”
Această parte lentă este în La bemol major. În urma introducerii cu melodia la flaut și clarinet, apare melodia la oboi, acompaniată de violă, care reprezintă inocența lui Gretchen. Un dialog între clarinet și viori sugerează imaginea în care Gretchen rupe petale dintr-o floare, într-un joc de 'mă iubește, nu mă iubește'. Ea este obsedată de Faust. Se insinuează tema lui Faust, iar din îmbinarea ei cu tema feminină se înfiripă un adevărat duet de dragoste, după care urmează repriza formei. 
Această parte ar putea fi percepută ca reprezentând-o pe Gretchen din perspectiva lui Faust. În consecință, ascultătorul într-adevăr învață mai multe despre Faust decât despre Gretchen. În drama lui Goethe, ea este o eroină complexă. În Simfonia lui Liszt, pe de altă parte, ea este nevinovată — o simplificare care ar putea, fără îndoială, exista exclusiv în imaginația lui Faust.

### A treia parte: "Mefisto"
Unii critici sugerează că, la fel ca și Gretchen, Mefisto poate fi văzut ca o abstracție. Indiferent de interpretarea ascultătorului, Mefisto nu este capabil să-și creeze propriile teme muzicale, ci le preia din prima parte a Simfoniei și le mutilează prin niște distorsiuni, care sună diabolic. Aici, Liszt dă dovadă de măiestrie prin metamorfoza primei teme – prin urmare, am putea percepe această parte ca o repriză modificată a primei părți.

## Instrumentație
Lucrarea este structurată pentru o orchestră completă: piccolo, două flaute, două oboaie, două clarinete, doi fagoturi, patru corni, trei trompete, trei tromboane, timpani, trianglu, orgă, harpă și instrumente cu coarde. Un tenor solist și un cor masculin sunt de asemenea incluse, în epliog.

## Compoziție
Hector Berlioz, care a scris propria sa versiune de Faust, i-a făcut cunoscută lui Liszt drama lui Goethe în 1830, cu traducerea în limba franceză de Gérard de Nerval. Deși existau schițe încă din anii 1840, Liszt a ezitat să compună această simfonie. În ciuda faptului că Liszt nu era pasionat de mitul lui Faust, rezidența sa din Weimar l-a cuprins din toate părțile, toată lumea vorbind despre acest mit. După ce a dirijat simfonia lui Berlioz, “Damnațiunea lui Faust”, a început să compună propria sa simfonie legată de Faust.

### Transcripții
Liszt a transcris Simfonia pentru două piane, iar partea de mijloc („Gretchen”) pentru pian solo.